# Nikolauskapelle (Esslingen)

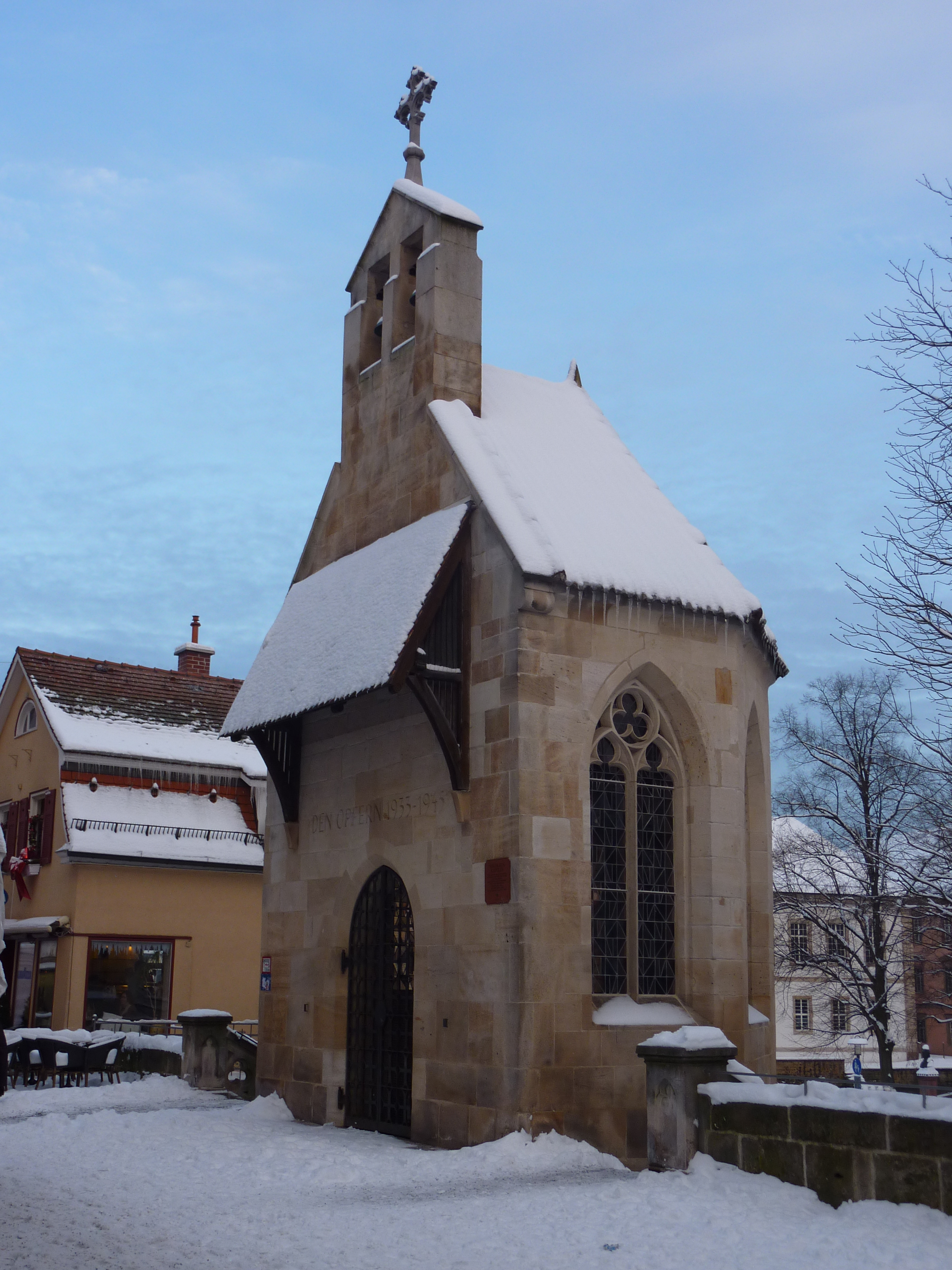
Nikolauskapelle, Sicht von der Inneren Brücke

Die Nikolauskapelle in Esslingen am Neckar befindet sich auf der Inneren Brücke und ist die einzige erhaltene von 17 Kapellen in der Stadt.
Die gotische Kapelle mit Glockengiebel wurde um 1300 gebaut und gilt als ältestes Bauwerk auf der Brücke. Sie wurde im Jahr 1350 erstmals urkundlich erwähnt. Sie steht auf der Westseite der Brücke und ist durch Treppen mit der Maille verbunden. Die Kapelle war ursprünglich dem Patron der Schiffer und Flößer St. Nikolaus geweiht.
Im 16. Jahrhundert wurde sie zum Verkaufsstand umgestaltet. Zwischen 1822 und 1848 war die erste Werkstatt der Feilenfabrik Friedr. Dick in dem Gebäude untergebracht. Ab 1880 nutzte der Verschönerungsverein der Stadt die Nikolauskapelle als Aufbewahrungsort für Altertümer. Seit 1956 dient sie als Gedenkstätte für die Opfer des Nationalsozialismus. Die Kapelle ist zur Straßenseite hin durch ein Gitter verschlossen, das einen Durchblick ins Innere gestattet. Eine Inschrift über der Öffnung weist auf die heutige Nutzung hin.